# Плачу на техно
«Пла́чу на техно» — песня группы «Хлеб» из альбома 2017 года «Пушка». Большей популярности добился совместный с «Cream Soda» ремейк песни, выпущенный в 2020 году во время коронавирусного карантина. Оригинал песни музыкальные журналисты называли одним из предвестников популярности наследия стиля группы «Руки вверх!» в русскоязычной поп-музыке конца 2010-х и начала 2020-х, а ремейк стал одним из самых популярных русскоязычных треков 2020 года.

## Оригинал
Оригинальная песня была первой в альбоме «Пушка» и вызвала удивление рецензентов, ожидавших пародийного рэпа. Вместо этого очевидно влияние на песню творчества группы «Руки Вверх!» и конкретно хита 2002 года «Он тебя целует»; группа даже предлагала Сергею Жукову сняться в клипе, но они не смогли договориться по срокам. Авторы признавались, что источниками для этой песни послужили не только «Руки вверх!», но и «Гости из будущего» и «Демо». Вокал в версии группы «Хлеб» принадлежит участнику группы Кириллу Трифонову, чей голос по мнению участников группы наиболее похож на голос Сергея Жукова. Также участники группы рассказывали, что предлагали песню Басте, но тот посчитал, что в их версии уже всё неплохо, и не взялся.
Песня описывает страдания расставшегося с девушкой героя, пришедшего на технодискотеку, где его бывшая пассия танцует с другим. В тексте упоминаются закрывшийся московский фестиваль электронной музыки Outline, а также диджеи Рикардо Вильялобос и Нина Кравиц, играющие техно. 17 ноября 2017, через неделю после выхода альбома «Пушка» был выпущен клип на песню, соответствующий тексту: герой (участник «Хлеба» Денис Кукояка) приходит на дискотеку, где видит свою бывшую (модель Карина Истомина) с другим.

## Версия Cream Soda
В 2020 году команда, близкая к YouTube-каналу «Чикен Карри» и телешоу «Вечерний Ургант» занялась производством YouTube-шоу «Поменялись хитами», в рамках которого два приглашённых артиста или группы исполняли кавер-версии песен друг друга. Ведущий шоу Константин Анисимов предложил группе «Хлеб» поучаствовать в выпуске с Валерием Меладзе, предполагалось, что он исполнит «Шашлындос», а «Хлеб» какую-то из его песен. Одновременно с этим группе Cream Soda поступило предложение поучаствовать в этом шоу, записав кавер-версию песни «Королева танцпола» дуэта Джаро и Ханза. В итоге «Cream Soda» не захотели исполнять предложенную версию, а Меладзе не смог поучаствовать в съёмках, и было решено по обоюдному согласию свести между собой коллективы «Хлеб» и «Cream Soda». В итоге «Хлеб» записал свою версию «Никаких больше вечеринок», а «Cream Soda» — «Плачу на техно».
Александр Гудков рассказывал, что весной 2020 года он с группой собирался снимать клип на песню «Сердце лёд» из готовившегося к выходу альбома «Интергалактик», уже был готов сценарий на тему переработки отходов и zero-waste, но солистка «Cream Soda» Анна Романовская отклонила этот проект. В качестве альтернативы участник группы Дмитрий Нова предложил созданный для шоу кавер на «Хлеб», а Гудков решил, что концептуально клип должен будет пародировать проходившие в марте 2020 года в условиях коронавирусных ограничений в европейских странах флэшмобы, участники которых пели, танцевали и устраивали диско-рейвы на собственных балконах. Съёмочная группа выбрала для создания клипа московский ЖК «Мещерский лес», принадлежащий застройщику ПИК. При этом большинство квартир, на балконах которых танцевали герои клипа, были уже заселены, и создатели клипа договаривались с жильцами каждой квартиры, где проходили съёмки. Съёмки клипа велись всего один день — в субботу, 28 марта 2020, а с понедельника, 30 марта, по всей стране вводился режим нерабочих дней, и множество людей отправлялись на удалённую работу из дома.
Сюжетно второй клип никак не пересекается с первым — его героями являются персонажи, выходящие на балконы квартир и поющие, танцующие и играющие музыку там в одиночестве. Кроме участников «Cream Soda» в клипе снялись участники шоу «Танцы на ТНТ» Никита Орлов, Дима Бончинче, Александр Перцев, Ульяна Пылаева, Дмитрий Красилов, получивший известность после клипа на песню «UNO», а также Александр Гудков. Кроме того, на одном из балконов был показан экран, на котором пел участник группы «Хлеб» Денис Кукояка, сидевший в домашней обстановке. Поскольку пол вокалиста изменился, соответственно был поправлен текст: повествование ведётся от лица девушки, а «бывшая» превратилась в «бывшего». При этом если оригинальная версия интерпретировалась больше как пародия на слезливые мальчишеские песни, то версия от женского лица потеряла ироничность и прибавила трагизма.
Премьера выпуска шоу «Поменялись хитами» с «Хлебом» и группой «Cream Soda» состоялась 9 апреля 2020 года. На следующий день, 10 апреля, был выпущен клип, который сразу привлёк внимание СМИ. Исполнителями версии был указан дуэт «Cream Soda & Хлеб», хотя вокал принадлежит только участнице Cream Soda Анне Романовской, а музыка не содержит записей первоначальной версии. Участники группы «Хлеб» рассказывали, что по договору они и «Cream Soda» разделили роялти от этой версии поровну. За первые 3 месяца клип посмотрели 25 миллионов раз, песню называли одним из главных хитов карантина. По мнению культуролога Дарьи Журковой, исследовавшей влияние карантинных ограничений на русскую поп-музыку, страдания из-за неудавшегося романа лирических героев песни отзывались в людях тоской по прошлому, по докарантинным временам.
Клип вдохновил ряд флешмобов и пародий. Песня получила премию Jager Music Awards как лучший трек и Российскую национальную музыкальную премию как лучший танцевальный трек. Для предновогодней программы «Вечернего Урганта» «Ciao, 2020!», в которой главные хиты года исполнялись на итальянском языке и в ретро-стиле, «Cream Soda» записали версию песни под названием Piango al tecno. Также «Cream Soda» исполняли «Плачу на техно» на церемонии «Человек года», проводимой журналом GQ. По итогам года песня вошла в десятку самых популярных композиций года среди слушателей сервиса «Яндекс.Музыка», заняв восьмую строчку итогового хит-парада. Также композиция достигала 5 позиции в чарте «Top Radio & YouTube Hits», а вообще в этом чарте находилась 26 недель, что является лучшим результатом как среди песен группы «Cream Soda», выпущенных до конца 2021 года, так и среди песен «Хлеба».